# Julio Garavito Armero

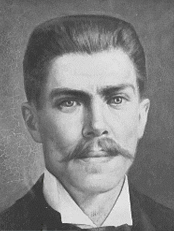
Julio Garavito Armero

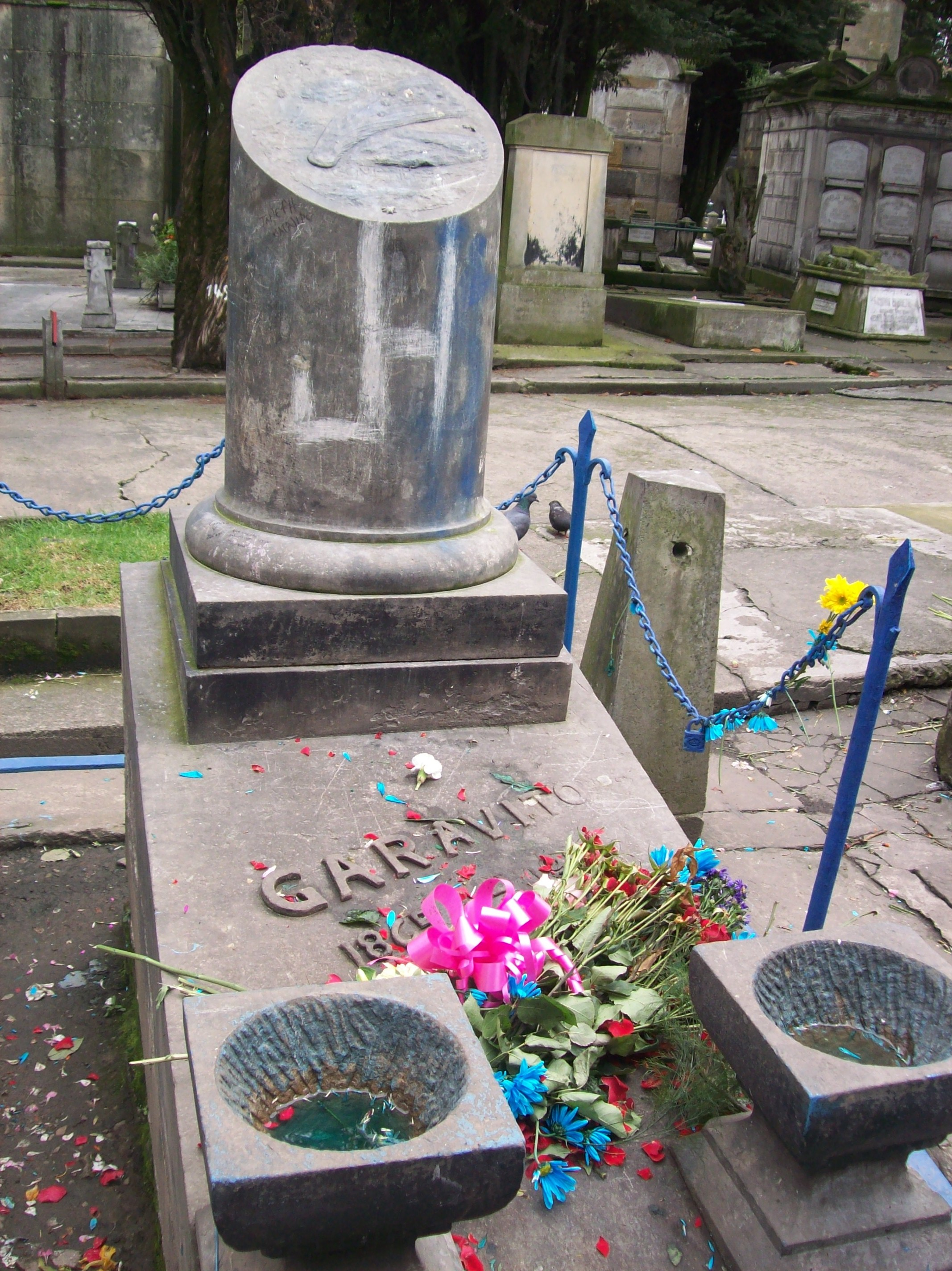
Garavitos Grabstätte

Logo der Ingenieurschule Escuela Colombiana de Ingeniería

Julio Garavito Armero (* 5. Januar 1865 in Bogotá; † 11. März 1920 ebenda) war ein kolumbianischer Astronom.

## Leben
Julio Garavito Armero wurde am 5. Januar 1865 als Sohne des Kaufmanns Jose Vicente Hermógenes Garavito Oropesa und dessen Frau Dolores Armero de la Cala in Bogotá geboren.
Er machte 1884 seinen Abschluss am Colegio de San Bartolomé in Bogotá. Durch den  einsetzenden Bürgerkrieg in den damaligen Vereinigten Staaten von Kolumbien kam der Lehrbetrieb an den Universitäten zum Erliegen, so dass er sich erst 1887 an der Universidad Nacional de Colombia für ein Mathematik- und Ingenieurstudium einschreiben konnte. Dort wurde er 1891 mit drei Dissertationen promoviert, eine handelte über  wahrscheinlichkeitstheoretische Berechnungen der Kreiszahl {\displaystyle \pi }, eine weitere über mathematische Möglichkeiten von Druckmessgeräten und die dritte über Dreiecksstrukturen beim Brückenbau.
Die Universität berief ihn auf die Lehrstühle für Analysis, Mechanik und Astronomie. 1892 wurde ihm die Leitung des Observatorio Astronómico Nacional de Colombia übertragen. Am 13. Mai 1893 heiratete er María Luisa Cadena (1872–1917).
1897 bestimmte Garavito am Observatorium dessen Längengrad, was der Auftakt zur Kartografierung Kolumbiens war. In den Jahren 1901 bis 1910 studierten er und seine Mitarbeiter Bahnen mehrerer Kometen, darunter auch der 1910 wieder erschienene Halleysche Komet. Ferner forschte er zur Mondbahn und veröffentlichte einige Arbeiten zur Optik. Ab 1906 schrieb er auch zu politisch-ökonomischen Themen.
Ab 1916 verschlechterte sich sein Gesundheitszustand. 1917 starb seine Frau. Am 11. März 1920 erlag er einem schweren Tuberkuloseanfall.
Julio Garavito Armero wurde auf dem Zentralfriedhof von Bogotá begraben, auf dem auch kolumbianische Präsidenten und viele weitere Persönlichkeiten Kolumbiens ihre letzte Ruhestätte haben.

## Ehrungen
- Im Jahre 1970 benannte die International Astronomical Union den Mondkrater Garavito offiziell nach Julio Garavito Armero.[4]

- Sein Porträt ist auf dem 20.000-Pesos-Schein zu sehen.

- Die 1972 gegründete Escuela Colombiana de Ingeniería trägt den Namenszusatz Julio Garavito.